# Метаарсенит свинца(II)
Метаарсенит свинца(II) — неорганическое соединение,
соль свинца и метамышьяковистой кислоты
с формулой Pb(AsO2)2,
бесцветные (белые) кристаллы,
не растворяется в воде.

## Физические свойства
Метаарсенит свинца(II) образует бесцветные (белые) кристаллы
моноклинной сингонии, пространственная группа P 21/c, параметры ячейки a = 0,7037 нм, b = 1,1801 нм, c = 0,6137 нм, β = 112,99°, Z = 4
.
Не растворяется в воде.
На свету темнеет.

## Применение
- Используется в виноградарстве (инсекцид).